# Spectra
Spectra je obchodní značka polyethylenových vláken s mimořádně vysokou pevností (UHMWPE), která vyrábí firma Honeywell v USA. 
Spectra byla uvedena na trh  v 70. letech 20. století.

## Způsob výroby a vlastnosti vláken
Spectra se vyrábí gelovým zvlákňováním jako multifilament se 40-480 filamenty (2-12 dtex) v jednom svazku.
Známé jsou druhy Spectra 900, Spectra 1000 a Spectra 3000. 
Vlastnosti: Relat. hustota 0,97 g/cm3, tažná pevnost 2,34-3,68 GPa,  modul pružnosti 75-133 GPa 

## Použití
- ochrana proti střelám a proti pořezání
- rybářské šňůry a sítě
- lodní lana a lana na těžká břemena
- medicínské účely